# Шештанруд-е Паїн
Шештанруд-е Паїн (перс. شصتانرودپائين) — село в Ірані, у дегестані Лат-Лайл, у бахші Отаквар, шагрестані Лянґаруд остану Ґілян. За даними перепису 2006 року, його населення становило 93 особи, що проживали у складі 23 сімей.